# 카핑아마랑이 환초

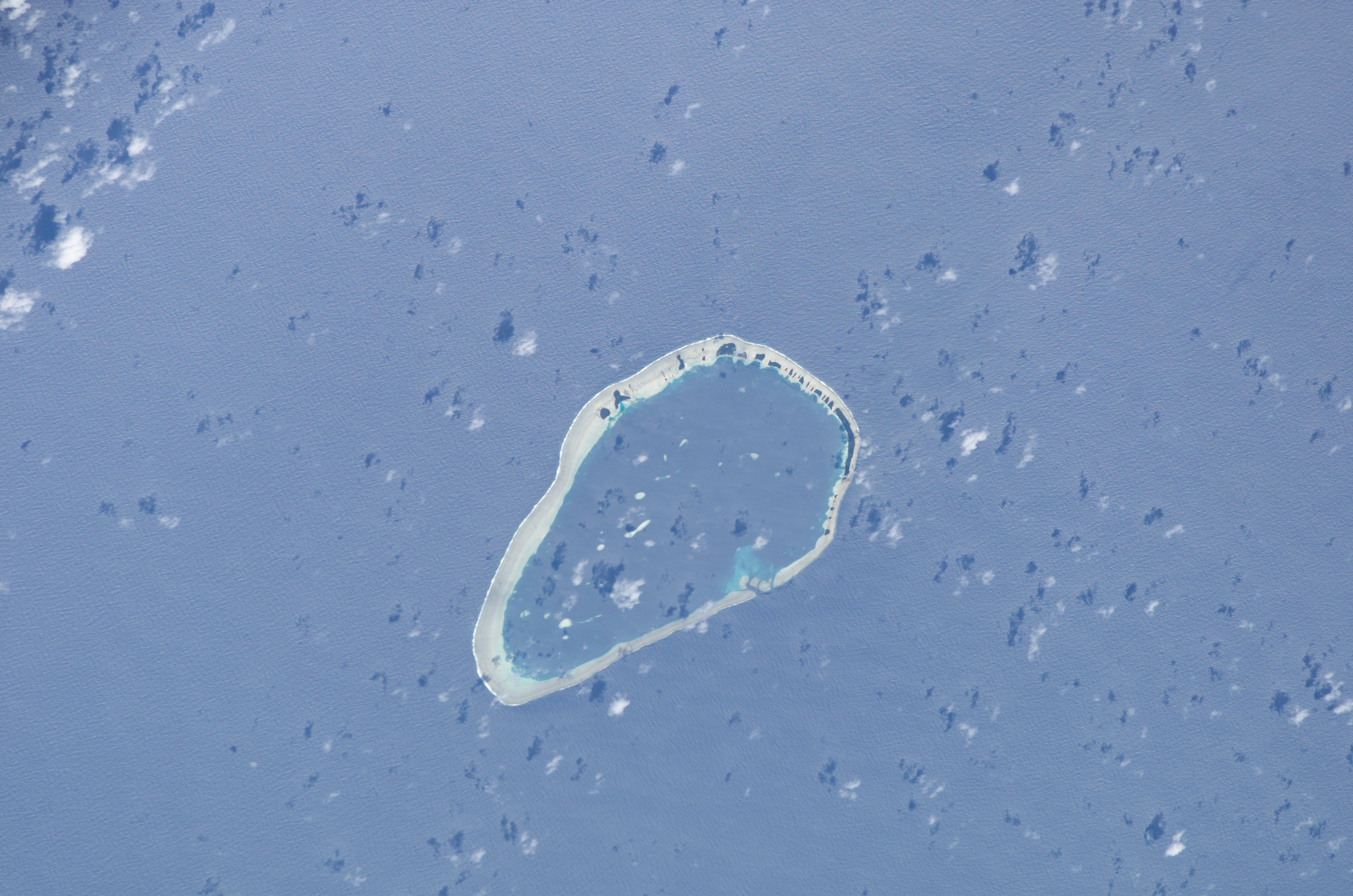
국제 우주 정거장에서 촬영한 카핑아마랑이 환초

카핑아마랑이(Kapingamarangi)는 미크로네시아 연방의 폰페이주에 속한 환초이자 행정구역이다. 미크로네시아 연방 및 캐롤라인 제도에 속한 섬이나 환초 중 최남단에 있다. 두번째로 남쪽에 있는 누쿠오로 환초로부터 남쪽으로 300km 떨어져 있고, 폰페이섬으로부터 남서쪽으로 740km 떨어져 있다. 폴리네시아 삼각형 바깥에 있는 역외 폴리네시아 문화권이다.
석호를 포함한 환초 전체의 넓이는 74km2이다. 이 중 육지의 넓이는 1.1km2로, 나무가 자라는 33곳의 작은 섬으로 나뉘어 있으며 그 중 세 곳에 500명의 인구가 거주한다.

## 인구
카핑아마랑이의 인구는 2007년 기준으로 약 500명이다. 폰페이섬의 포라키에드 마을에도 카핑아마랑이족 수백 명이 살고 있다. 카핑아마랑이족의 언어인 카핑아마랑이어는 폴리네시아어군에 속한다. 주요 산업은 어업이다.
카핑아마랑이의 수도인 토우호우섬(Touhou)은 인구의 중심지이고 부족장이 사는 곳이다. 북쪽으로 난 둑길로 웨루아섬(Welua 또는 Ueru)과 이어져 있다. 대부분의 인구는 이 두 섬에 거주하며 토우호우섬 남쪽의 타링아섬(Taringa)에도 사람이 조금 산다. 다른 작은 섬들은 과일과 채소를 기르는 데 쓰이기도 한다.

## 기후
| Kapingamarangi의 기후    | Kapingamarangi의 기후 | Kapingamarangi의 기후 | Kapingamarangi의 기후 | Kapingamarangi의 기후 | Kapingamarangi의 기후 | Kapingamarangi의 기후 | Kapingamarangi의 기후 | Kapingamarangi의 기후 | Kapingamarangi의 기후 | Kapingamarangi의 기후 | Kapingamarangi의 기후 | Kapingamarangi의 기후 | Kapingamarangi의 기후 |
| 월                       | 1월                   | 2월                   | 3월                   | 4월                   | 5월                   | 6월                   | 7월                   | 8월                   | 9월                   | 10월                  | 11월                  | 12월                  | 연간                  |
| ------------------------ | --------------------- | --------------------- | --------------------- | --------------------- | --------------------- | --------------------- | --------------------- | --------------------- | --------------------- | --------------------- | --------------------- | --------------------- | --------------------- |
| 일평균 최고 기온 °C (°F) | 30.8 (87.5)           | 31.2 (88.2)           | 31.0 (87.8)           | 30.8 (87.5)           | 31.3 (88.4)           | 31.3 (88.4)           | 31.2 (88.2)           | 31.3 (88.4)           | 31.6 (88.9)           | 31.8 (89.2)           | 31.2 (88.1)           | 31.2 (88.1)           | 31.2 (88.2)           |
| 일일 평균 기온 °C (°F)   | 27.5 (81.5)           | 27.7 (81.9)           | 27.5 (81.5)           | 27.4 (81.3)           | 27.6 (81.7)           | 27.9 (82.3)           | 27.6 (81.7)           | 27.8 (82.1)           | 27.9 (82.3)           | 28.1 (82.5)           | 27.8 (82.0)           | 27.8 (82.0)           | 27.7 (81.9)           |
| 일평균 최저 기온 °C (°F) | 24.2 (75.5)           | 24.2 (75.6)           | 24.1 (75.3)           | 23.9 (75.1)           | 23.9 (75.0)           | 24.6 (76.2)           | 24.1 (75.3)           | 24.3 (75.8)           | 24.3 (75.7)           | 24.4 (75.9)           | 24.4 (75.9)           | 24.4 (75.9)           | 24.2 (75.6)           |
| 평균 강우량 mm (인치)    | 253.2 (9.970)         | 260.6 (10.260)        | 330.2 (13.000)        | 322.1 (12.680)        | 293.9 (11.570)        | 294.6 (11.600)        | 296.4 (11.670)        | 225.8 (8.890)         | 197.4 (7.770)         | 167.1 (6.580)         | 211.1 (8.310)         | 237.5 (9.350)         | 3,089.9 (121.65)      |
| 출처:                    |                       |                       |                       |                       |                       |                       |                       |                       |                       |                       |                       |                       |                       |

## 역사
최초로 카핑아마랑이 환초를 목격한 유럽인은 1537년 스페인의 항해가 에르난도 데 그리할바였다. 그는 카핑아마랑이를 ‘어부들의 섬’(스페인어: Los Pescadores)이라고 지도에 기록했다. 그와 동시대인인 트르나테의 총독 안토니오 갈바오는 1563년 자신의 저서 《발견에 대한 논고》(포르투갈어: Tratado dos Descobrimentos)에서 이 발견을 언급했다.
19세기에 영국인들은 이 환초를 그리니치(Greenwich) 또는 피카람(Pikaram)이라 기록했고 프랑스인들은 콩스탕틴(Constantine)이라 기록했다.
제2차 세계 대전 중에 카핑아마랑이는 일본에 점령되었고 미국 해군 장거리 폭격기의 공격을 받았다. 한 다이빙 웹사이트는 인근 바다에 두 척의 일본 난파선이 있다고 기록하고 있다.

## 스페인의 영유권 주장
1885년 캐롤라인 제도에 관한 독일과 스페인 간의 영토 분쟁 과정에서, 교황 레오 13세의 중재 아래 추기경들로 이루어진 위원회에서 스페인령 동인도의 일부로서 캐롤라인 제도와 팔라우 제도에 대한 스페인의 영유권을 판단했고 그해 12월 17일에 조약을 맺어 확인하였다. 조약의 제2항은 미크로네시아 남부에서 스페인 영유권의 한계를 적도에서 북위 11도까지, 동경 133도에서 164도까지로 명시하였다. 스페인은 1898년에 미국-스페인 전쟁에서 패배한 뒤 1899년 독일에 마리아나 제도, 캐롤라인 제도, 팔라우 제도를 매각했다. 그러나 1948년 스페인 국립 연구 협의회 소속 연구자인 에밀리오 파스토르 산토스는 당시의 지도를 바탕으로 카핑아마랑이를 비롯한 몇몇 섬은 캐롤라인 제도의 일부로 간주되지 않았다는 주장을 내놓았다. 따라서 카핑아마랑이는 독일에 양도된 영토에 포함되지 않으므로 이론적으로는 스페인이 이 섬에 대한 영유권을 가진다는 것이다.
1948년 파스토르 산토스는 이러한 주장을 스페인 정부에 제시했다. 1949년 12월 스페인 장관 회의에서 스페인 외무장관은 이 주장이 대중의 관심을 충분히 받았다고 선언하였다. 스페인 외무부의 외교 정보 자문 위원회는 다음과 같은 메모를 전파했다.
외무장관은 언론이 전파한 정보와 대중의 반응 및 정부로부터의 요청으로 인해 우리가 처하게 된 상황을 내각에 알렸다. 외무부는, 스페인이 미크로네시아에 대한 일부 권리를 유지하였고, 1899년에 스페인이 양도한 영토에 대한 설명은 해당 지역의 일부 섬들을 포함하지 않는다는 사실이, 1899년 7월 1일에 체결된 조약의 제3항에 따른 분명한 사실이자 역사적 진실임을 확인하는 바이다.
그러나 이와 관련해 스페인 정부는 아무런 행동도 취한 적이 없다. 이 사건은 단지 카핑아마랑이에 관한 역사적 흥밋거리로만 남았다.

## 같이 보기
- 카핑아마랑이어
- 크리스마스 공수 작전
- 역외 폴리네시아